# Dalian Airlines
Dalian Airlines (chiń. upr. 大连航空) – chińskie regionalne linie lotnicze z siedzibą w Dalian. Głównym węzłem jest port lotniczy Dalian-Zhoushuizi.
Zostały założone w grudniu 2011 przez Air China, do której należy 80% udziałów przewoźnika. Pozostała cześć znajduje się pod kontrolą lokalnego samorządu.

## Flota
Według stanu na maj 2025 flota Dalian Airlines składała się z 13 samolotów o średnim wieku 11,6 lat:
| Samolot        | Samolot | Samolot   | Liczba miejsc | Liczba miejsc | Liczba miejsc | Uwagi |
| Model          | Aktywne | Zamówione | B             | E             | Łącznie       | Uwagi |
| -------------- | ------- | --------- | ------------- | ------------- | ------------- | ----- |
| Boeing 737-800 | 13      | -         | 12            | 147           | 159           |       |
| Boeing 737-800 | 13      | -         | 8             | 159           | 167           |       |
| Boeing 737-800 | 13      | -         | 8             | 168           | 176           |       |
| Łącznie        | 13      | 0         |               |               |               |       |